# Marathon (ville)
Pour les articles homonymes, voir Marathon.
Marathon (en grec moderne Μαραθώνας / Marathônas), une ville de Grèce, après avoir été le dème de Marathon, un important dème de l'Athènes antique de la côte nord-est de l'Attique (en grec ancien Μαραθών / Marathôn).
D'après la tradition, Marathon aurait été fondée par Xouthos, fils d'Hellen,,.
Marathon est associée à la geste de Thésée. Il y triomphe du taureau crétois qui dévastait les campagnes,. Il y conclut son pacte d'amitié avec Pirithoos. Il y est rejoint par les Héraclides,,.

## Liens
- Pausanias, Description de la Grèce [détail des éditions] [lire en ligne]
- Hérodote, Histoires [détail des éditions] [lire en ligne]
- Plutarque, Vies parallèles [détail des éditions] [lire en ligne]
- Diodore de Sicile, Bibliothèque historique [détail des éditions] [lire en ligne]